# Montong Are
Montong Are is een bestuurslaag in het regentschap West-Lombok van de provincie West-Nusa Tenggara, Indonesië. Montong Are telt 4726 inwoners (volkstelling 2010).